# عصر کشتن
عصر کشتن (انگلیسی: Age of Kill) فیلمی در ژانر مهیج و اکشن است که در سال ۲۰۱۵ منتشر شد.

## خلاصه فیلم
یک تک‌تیرانداز ماهر توسط تروریستی خطرناک مجبور می‌شود که شش فرد مختلف را در مدت شش ساعت به قتل برساند و...